# Simon Leys
Pour les articles homonymes, voir Leys, Pierre Ryckmans (homonymie) et Ryckmans.
Simon Leys, nom de plume de Pierre Ryckmans, né le 28 septembre 1935 à Uccle (Région de Bruxelles-Capitale) et mort le 11 août 2014 à Sydney, est un écrivain, essayiste, critique littéraire, traducteur, historien de l'art, sinologue et professeur d'université de double nationalité belge et australienne, de langue française et anglaise et de confession catholique.
Pierre Ryckmans commence sa carrière de sinologue par des traductions et des recherches sur la peinture chinoise en particulier avec sa thèse sur l'oeuvre de Shitao : Propos sur la peinture du moine Citrouille-amère. Contribution à l'étude terminologique des théories chinoises de la peinture (1970). Pour son ouvrage La Vie et l'œuvre de Su Renshan, rebelle, peintre et fou, 1814-1849 (1970), il reçoit le prix Stanislas Julien de l'Académie des inscriptions et belles-lettres.
Par ailleurs, sous le pseudonyme de Simon Leys, il fut l'un des premiers intellectuels à dénoncer la révolution culturelle chinoise et la maolâtrie en Occident en publiant sa trilogie Les Habits neufs du président Mao (1971), Ombres chinoises (1974) et Images brisées (1976). L'opposition d'intellectuels catholiques français maoïstes lui coûtera, en 1971, la perspective d'une carrière à l'université française. Son œuvre porte notamment sur la politique et la culture traditionnelle en Chine, la calligraphie, la littérature française et anglaise (notamment des auteurs catholiques), la mercantilisation de l’université, et la mer dans les œuvres littéraires.

## Biographie

### Origines sociales et familiales
Pierre Ryckmans est né le 28 septembre 1935 à Uccle, une commune bourgeoise de Bruxelles, dans une maison de l’avenue des Aubépines. Sa famille, qui appartient à la grande bourgeoisie catholique belge, est d'origine malinoise et anversoise : il est le fils d'un éditeur, le petit-fils d'Alphonse Ryckmans, homme politique conservateur, conseiller communal d'Anvers puis vice-président du Sénat, le neveu de Pierre Ryckmans, gouverneur général du Congo belge et du Ruanda-Urundi de 1934 à 1946, et de Gonzague Ryckmans, professeur à l'Université de Louvain et sommité mondiale de l’épigraphie arabique,. Il grandit au sein d'une grande famille avec ses deux frères et sa sœur, et aussi de nombreux cousins dont les huit enfants du gouverneur du Congo.

### Études
Il fréquente l’école des Servites de Marie, non loin de la maison familiale, puis fait ses humanités gréco-latines au collège diocésain Cardinal Mercier de Braine-l'Alleud, où un de ses maîtres, l’abbé Voussure, « achève d’ancrer en lui une foi chrétienne inébranlable ».
Il développe son habileté pour le dessin au contact de Jacques Laudy, un ami de sa famille, dont il fréquente l'atelier. L'art graphique, et plus particulièrement la peinture, restera sa grande passion durant toute sa vie.
À partir de 1953, il étudie le droit et l'histoire de l'art à l'université catholique de Louvain.

### Voyage en Chine

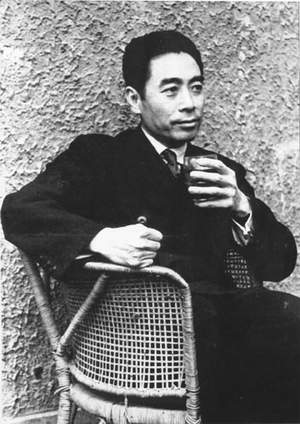
Zhou Enlai à Nanjing en 1946.

En 1955, à l'âge de dix-neuf ans, il perd son père prématurément. En mai, il participe au voyage d'une délégation de dix jeunes Belges invités durant un mois en Chine, séjour encadré au cours duquel il prend part à un entretien avec Zhou Enlai, le numéro 2 chinois.
Ce séjour le rend favorable à la révolution chinoise et au régime maoïste :
« I confidently extended to the Maoist regime the same sympathy that I felt for all things Chinese »
,
mais aussi le persuade d'apprendre le chinois afin de pouvoir s'ouvrir à la langue et à la culture du pays :
My overwhelming impression (a conclusion to which I remained faithful for the rest of my life) was that it would be inconceivable to live in this world, in our age, without a good knowledge of Chinese language and a direct access to Chinese culture.
Il achève ses études d'histoire de l'art et s'initie à la calligraphie.
À l'été 1958, il embarque à Étel, dans le Morbihan, sur l'un des derniers dundées-thoniers en activité. Il rédige aussitôt le récit de cette marée, qui sera publié quarante-cinq ans plus tard, sous le titre de Prosper.

### Séjours à Taïwan et au Japon

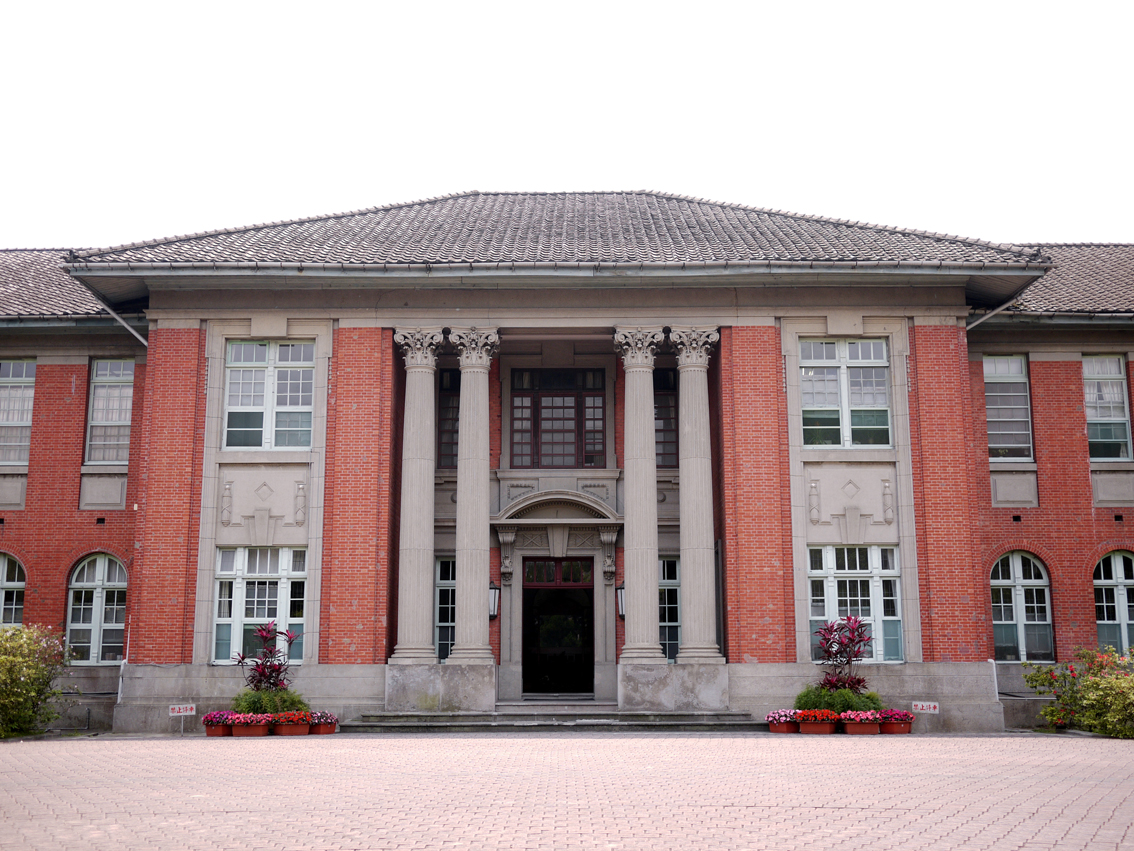
Université nationale de Taïwan.

Après avoir voyagé en Afrique et en Asie, il obtient, du gouvernement de Chiang Kai-shek, une maigre bourse d'études pour Taïwan, où il s'inscrit à la section des Beaux-Arts de l’Université nationale de Taïwan. Il a pour professeur Pu Hsin-yu, cousin du « dernier empereur » Pu Yi, et se documente pour sa future thèse de doctorat sur Shitao, un artiste peintre chinois de la dynastie Qing. En 1960, il passe six mois au Japon, il commence à apprendre le japonais et donne des cours de français à des étudiants. Il réside cinq mois à Tokyo puis rejoint Kyoto.

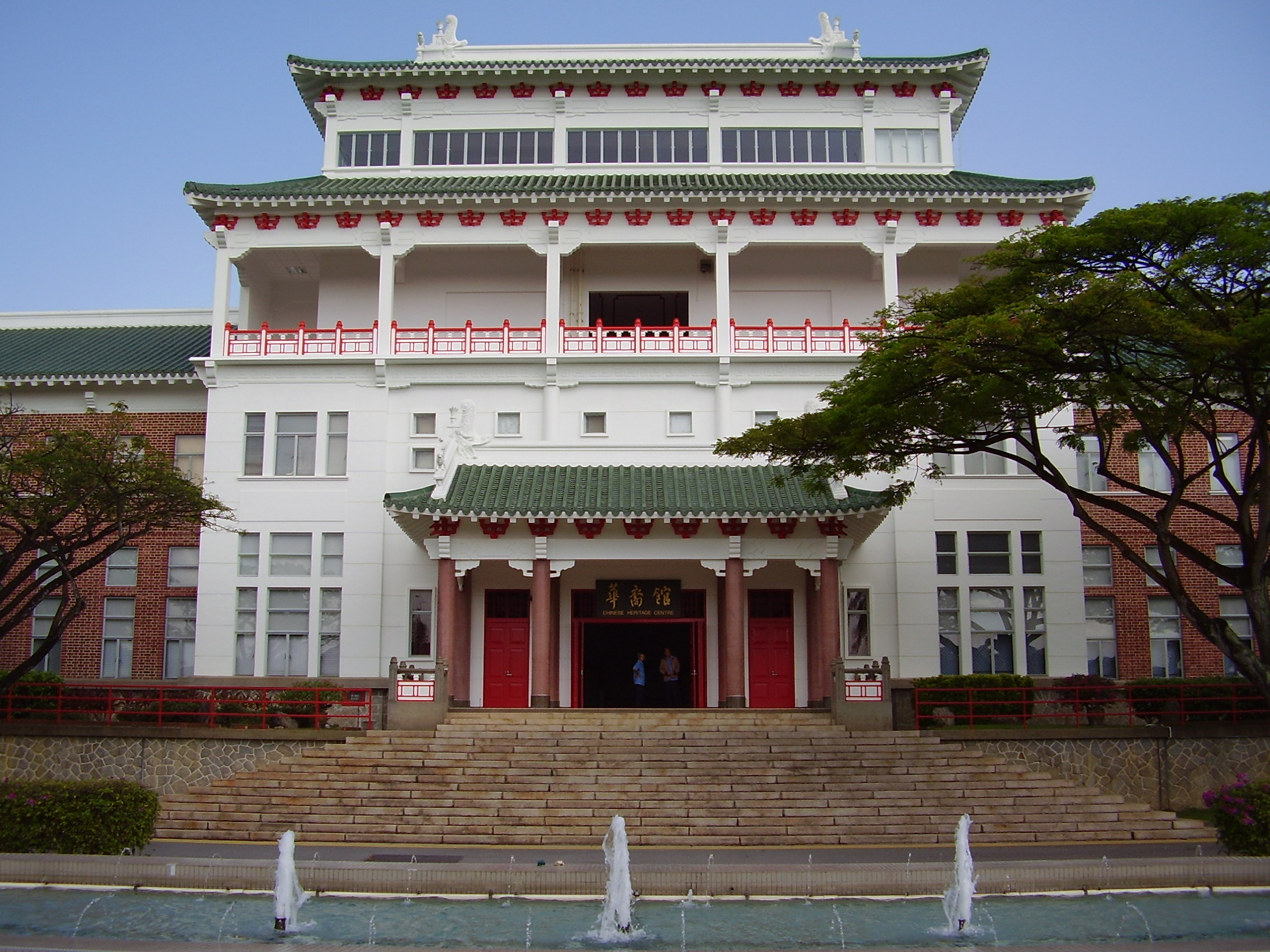
Université de Nanyang.

### Voyage aux États-Unis et objecteur de conscience
De retour à Taïwan, il doit repartir en janvier 1962, pour rejoindre la Belgique et effectuer son service militaire, du moins le croit-il. Pierre Ryckmans embarque sur un vieux cargo chinois, traverse le Pacifique Nord, en plein hiver, dans une mer déchaînée, ce qui l'enchante. Il passe des heures sur le pont à admirer la mer. Par ailleurs il profite de la traversée pour lire Two Years Before the Mast (Deux années sur le gaillard d'avant) de Richard Henry Dana, Jr. et les Voyages de Gulliver de Jonathan Swift, il indiquera cinquante ans plus tard que ces livres l'accompagnent encore. Arrivé à la fin février en vue des côtes américaines, le cargo remonte la Columbia River jusqu'à Longview. Puis il traverse les États-Unis, en prenant son temps avec les bus de Greyhound. Les paysages exotiques se succèdent avec l'ouest américain, le Midwest, les grandes villes de l'est et leurs « sublimes musées ». Il découvre enfin New York, qui après la Rome baroque quelques années plus tôt et Kyoto, constitue un « choc esthétique » mémorable. Fin avril Pierre Ryckmans quitte à regret New York, n'ayant pas eu le temps de visiter tout Manhattan, et embarque pour rejoindre Le Havre à bord du paquebot Liberté. Revenu en Belgique, il s'attelle d'abord à terminer son mémoire de fin d'études en histoire de l'art. À l'issue de ce travail, il obtient une « grande distinction » pour son mémoire. Celui-ci sera le prélude à sa thèse de doctorat.
Par ailleurs le 13 juin 1961, le parlement belge promulgue une réforme qui permet à certains jeunes de substituer au service militaire un service civil. Trois semaines avant d'être appelé sous les drapeaux, Pierre Ryckmans peut bénéficier de la réforme. Il obtient donc le statut d'objecteur de conscience et, en remplacement du service militaire, accomplit trois années de « coopération au développement » d’abord à Singapour, où, grâce à l’écrivaine Han Suyin, il peut étudier et enseigner en chinois à l'université de Nanyang. Soupçonné d’être pro-communiste par le régime de Lee Kuan Yew, il fait ses valises en 1963 et s’installe à Hong Kong, à l'époque colonie britannique.

### Vie de bohème à Hong-Kong

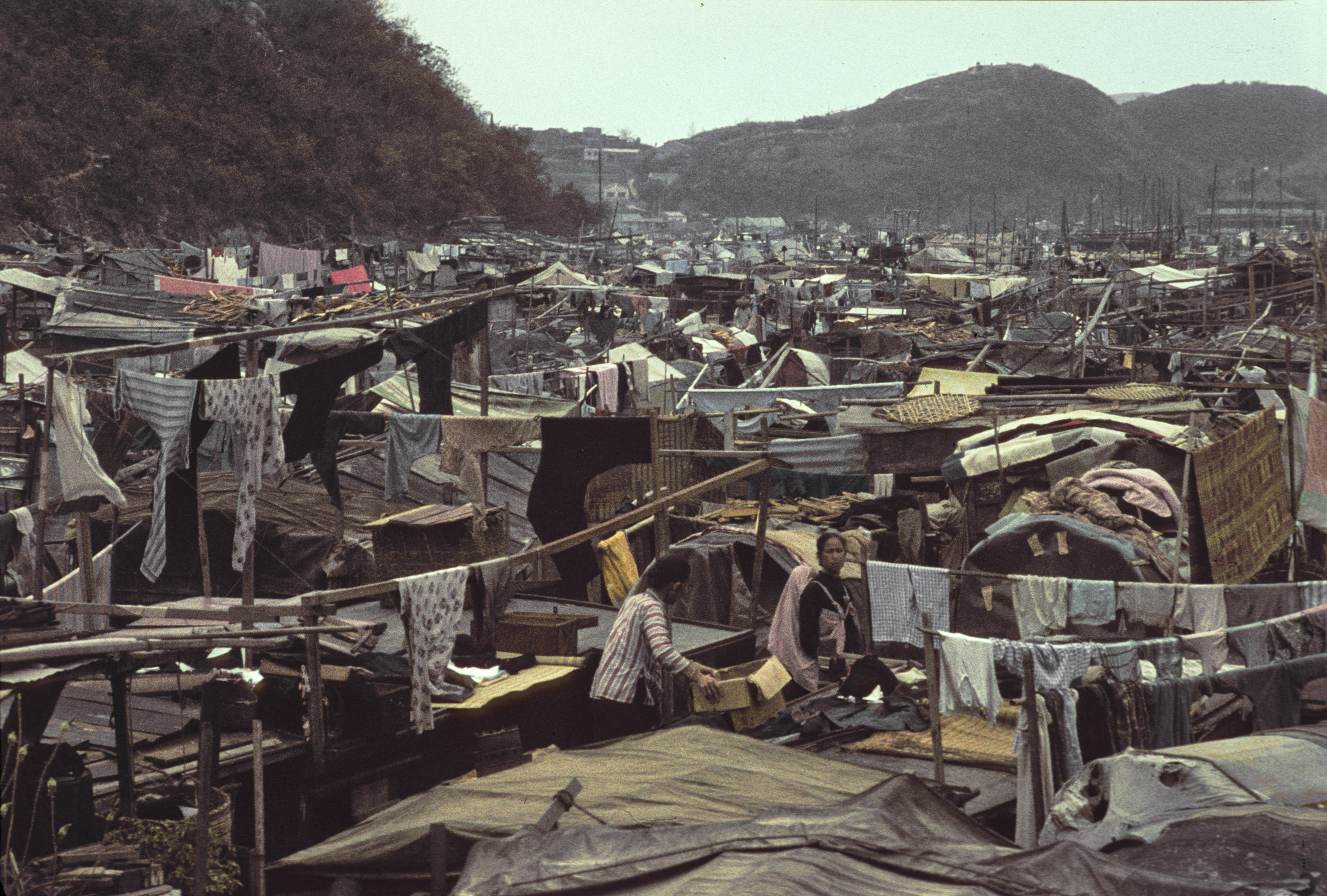
Réfugiés à Hongkong, en 1965.

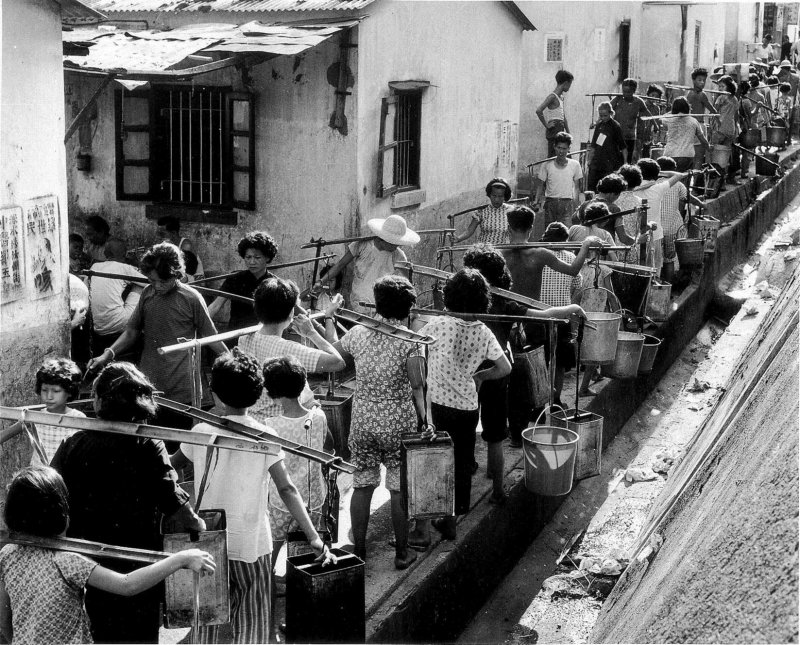
File d'attente pour l'eau à Hong Kong, en 1963.

Pendant son séjour de plus de deux ans à Hong Kong, la vie que mène Pierre Ryckmans n'est pas sans ressembler à une version asiatique de Scènes de la vie de bohème, partageant avec trois amis, un artiste et deux étudiants, ce qu'ils appellent « le studio de l'inutilité », une misérable cahute d'un bidonville de réfugiés du quartier de Kowloon. Pour Simon Leys, « ce furent des années intenses et joyeuses, [...], pour moi l'étude et la vie ne formaient plus qu'une seule et même entreprise, d'un intérêt inépuisable ; mes amis devenaient mes maîtres, et mes maîtres, des amis ». Il donne des cours au New Asia College, embryon de la future université chinoise, mais étant insuffisamment rémunéré et devant faire face à la cherté des loyers, il complète son salaire en rédigeant tous les quinze jours, de 1967 à 1969, un rapport analysant le déroulement des événements en Chine, pour le compte de la délégation diplomatique belge de Hong-Kong. Ces rapports seront à l'origine de son livre Les Habits neufs du président Mao. Par ailleurs, il donne des cours à l’Alliance française de la colonie anglaise. C'est à cette époque qu'il rencontre le sinologue René Viénet, alors membre de l'Internationale situationniste, par l'entremise d'un autre sinologue, Jacques Pimpaneau, qui donne lui aussi des cours au New Asia College. René Viénet, qui estime que les journaux chinois de Hong Kong ne donnent pas de la révolution culturelle une version aussi aseptisée que les écrits des sinologues et journalistes occidentaux, obtient l'accord de Pierre Ryckmans pour que son essai, Les Habits neufs du président Mao, soit publié par la maison d'édition parisienne Champ libre, dirigée par Gérard Lebovici.

### Mariage et thèse de doctorat
Le 11 février 1964, Pierre Ryckmans épouse Han-fang Chang, une journaliste rencontrée lors de son séjour à Taïwan. Le couple aura quatre enfants, dont des jumeaux, Marc et Louis, nés le 19 octobre 1967 à Hong Kong.
Pour sa thèse de doctorat, il traduit et commente un chef-d'œuvre de l'histoire de l'art chinois, le traité de peinture écrit par Shitao, dont le nom se traduit par Citrouille-amère, véritable génie créatif du début du XVIIIe siècle. Elle sera publiée, en 1970, par l'Institut belge des hautes études chinoises à Bruxelles, sous le titre Propos sur la peinture du moine Citrouille-amère. Contribution à l'étude terminologique des théories chinoises de la peinture.

### De Pierre Ryckmans à Simon Leys

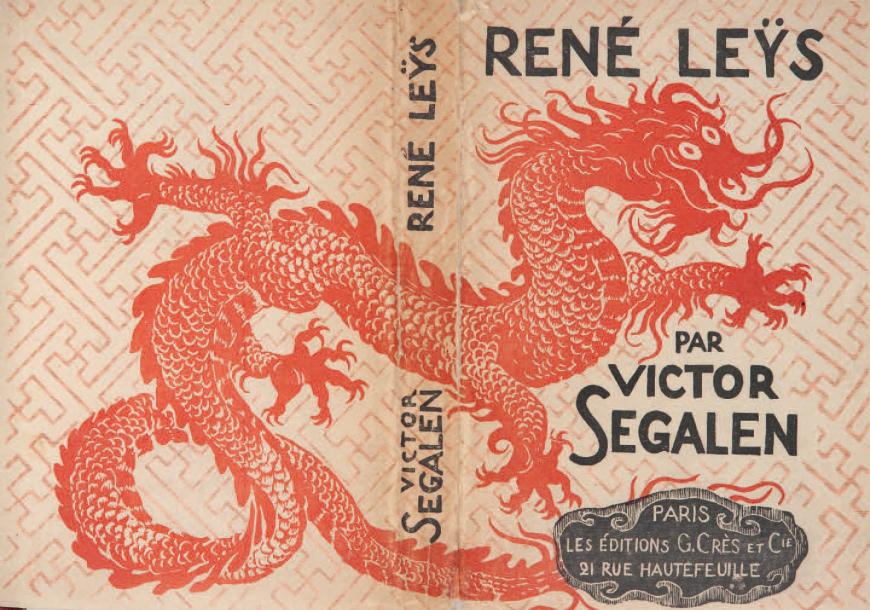
Couverture de René Leys (1922).

En 1971, alors qu'il a passé plusieurs années à Hong Kong, « un poste d'observation privilégié de la Chine », mais sans être retourné en Chine communiste depuis 1955, il publie, sous le pseudonyme de Simon Leys, aux éditions situationnistes Champ libre, Les Habits neufs du président Mao, un ouvrage sur la révolution culturelle chinoise. Le titre est une référence au conte de Hans Christian Andersen, Les Habits neufs de l'empereur, où un enfant dit candidement ce qu'il voit quand passe le grand-duc dans ses fameux habits neufs : « Mais le grand duc est tout nu ! ». Sur les conseils de son éditeur, il a décidé de prendre un nom de plume, pour ne pas risquer de devenir persona non grata en république populaire de Chine. Il a choisi comme prénom « Simon », en référence au nom originel de l'apôtre Pierre, et comme nom « Leys », en hommage au personnage du roman de Victor Segalen, René Leys, publié en 1922, dans lequel un jeune Belge (tout comme Pierre Ryckmans), présent en Chine dans les derniers mois de la dynastie Qing, divertit son employeur avec le récit des intrigues et des conspirations se nouant à l'intérieur du palais impérial. Enfin, le pseudonyme renverrait par ailleurs à une dynastie de peintres anversois dont le plus célèbre fut Henri Leys.

### Dénonciation de la révolution culturelle en Chine
La thèse centrale du livre de Simon Leys, Les Habits neufs du président Mao publié en 1971, est que la révolution culturelle fut un coup politique lancé par Zhou Enlai et Mao Zedong afin de reprendre le contrôle de l’État, qu'ils avaient perdu. Simon Leys explique ainsi sa position :

« Là, il y a eu un contact avec l’horreur de la politique. J’ai compris alors qu’on est acculé, qu’il n’est pas possible d’être seulement en dehors du monde dans un poste d’observation privilégiée. On est dedans, il n’y a pas moyen de ne pas prendre position. »

Pour sa thèse, Simon Leys s'est inspiré du bulletin hebdomadaire China News Analysis publié à Hong Kong par le jésuite hongrois László Ladány, directeur d'un centre recueillant et analysant les informations sur la situation en Chine à l'époque : « Le fait est que c’est le P. Ladany qui a inspiré à Pierre Ryckmans, lui qui était un spécialiste de la littérature classique chinoise, toute sa vision de la Révolution culturelle par le biais de China News Analysis. » Toutes les ambassades et consulats étaient abonnés à ce bulletin qui professait que la révolution culturelle était « un conflit de personnes et une immense lutte pour le pouvoir ». Leys a reconnu s'être inspiré des numéros 759, 761, 762, 763 (mai à juillet 1969) pour écrire Les habits neufs du président Mao.
Ces idées avaient aussi été anticipées dès août 1967 à Paris, dans une brochure intitulée Le point d'explosion de l'idéologie en Chine, qui décrivait la révolution culturelle comme une « fantastique montée des surenchères dans la lutte pour la totalité du pouvoir », où la faction soutenue par « Mao a commencé son offensive publique contre les positions solides de ses adversaires en faisant marcher les étudiants ».

#### Critiques contemporaines
Dès la parution du livre Les Habits neufs du président Mao, Simon Leys est critiqué par les membres de la revue Tel Quel, dont Philippe Sollers est un des principaux animateurs. Simon Leys qualifiait ces contradicteurs de « maoïstes mondains ». En effet, à l'époque, l'intelligentsia parisienne voit d'un œil favorable le dirigeant chinois.
Pour le sinologue Jean Daubier, qui a vécu et travaillé comme traducteur en Chine lors de la révolution culturelle (de 1966 à l'été 1968) et qui est l'auteur d'une Histoire de la révolution culturelle prolétarienne en Chine parue en 1970, « C'est une anthologie de ragots circulant à Hong-Kong depuis des années et qui ont une source américaine très précise. Il est significatif que l'auteur n'ose guère citer ses sources [...] Cela frise le charlatanisme ».
Le journaliste Alain Bouc, correspondant du Monde à Pékin, y voit « Une nouvelle
interprétation de la Chine par un « China watcher » français de Hongkong travaillant à la mode américaine. Beaucoup de faits, rapportés avec exactitude, auxquels se mêlent des erreurs et des informations incontrôlables en provenance de la colonie britannique. Les sources ne sont d'ordinaire pas citées, et l'auteur n'a manifestement pas l'expérience de ce dont il parle. La Révolution culturelle est ramenée à des querelles de cliques ».
L'écrivain Pierre Souyri trouve que si Leys, dans Les Habits neufs du Président Mao, « a écrit une chronique souvent minutieusement informée sur certains des aspects de la crise chinoise », en revanche son « interprétation des événements n'est pas convaincante », et l'« on n'est pas du tout persuadé qu'il ait identifié les véritables déterminations des antagonismes qui ont déchiré les milieux dirigeants de la Chine ». Si Mao n'avait été que le « fétiche de bois » réduit à l'impuissance dont parle Leys, comment aurait-il pu mettre en place, se demande Souyri, un appareil de coup d'État à l'insu de ses adversaires et déclencher un mouvement de masse aussi ample pour satisfaire ses ambitions personnelles. Pour Souyri, il se pourrait bien que l'irrationalité des comportements d'une nation tout entière que supposent les explications fournies par Leys, « ne tienne qu'aux interprétations insuffisantes et probablement erronées » de ce dernier.
Aux yeux de l'universitaire Edward Friedman, Leys, qui se dit ancien sympathisant de la révolution chinoise, est gagné par le désenchantement. On peut dire de Leys ce qu'on pouvait dire de ceux qui avaient porté aux nues la révolution bolchévique avant de la décrier. Le tout nouveau rejet n'est que l'inverse de l'ancienne foi aveugle mais cela ne fait pas de Leys le meilleur juge de ce qu'il a autrefois adoré.

#### Réactions ultérieures
Trente ans plus tard, Philippe Sollers reviendra sur sa critique des analyses de Simon Leys : « Trente ans ont passé, et la question reste fondamentale. Disons-le donc simplement : Leys avait raison, il continue d’avoir raison, c’est un analyste et un écrivain de premier ordre, ses livres et articles sont une montagne de vérités précises... ».
Pour Pierre Boncenne, Simon Leys revendique en 1972, à la deuxième édition des Habits neufs du président Mao, l'exhaustivité des sources utilisées. Dans la presse communiste chinoise, ce sont : Renmin ribao (Le Quotidien du Peuple), Hong qi (Drapeau rouge), Jiefang jun bao (journal de l'Armée populaire de libération), Wenhui bao. Simon Leys utilise aussi les publications des Gardes rouges. Pour la presse de Hong Kong, il lit Da gong bao, journal officiel du régime communiste, Ming bao (Gauche indépendante), Xingdao ribao (droite)... Simon Leys cite aussi les sources des annexes, avec de nombreux documents relatifs à l'affaire Peng Dehuai. Pour les biographies, Simon Leys utilise le Biographical Dictionary of Républican China de Boorman, le Who's Who in communist China, Huang Zhenxia, Zhonggong junren zhi, China News Analysis,.
Le journaliste Francis Deron indique à propos des sources de l'ouvrage Les Habits neufs du président Mao qu'il s'agit : « Des démarquages de poncifs sur des feuilles de papier calque fournies par des services de propagande de Pékin eux-mêmes déboussolés.[...] En fait, Leys ne faisait que  lire sans lunettes déformantes la presse du régime et ses émanations, toutes bien assez éloquentes pour permettre de dresser de premiers constats. ».
Pour le philosophe et militant maoïste Alain Badiou, dans une note en bas de page d'une tribune ripostant à Laurent Joffrin, Les Habits neufs du président Mao est une « brillante improvisation idéologique de Simon Leys dépourvue de tout rapport au réel politique » et « le prototype presque définitif » de « libelles propagandistes » sur la révolution culturelle, libelles que Badiou oppose aux « études sérieuses » qui « existent bel et bien, souvent en tant que travaux académiques dans les universités américaines », à savoir La Commune de Shanghai de Hongsheng Jiang (La Fabrique, 2014), The Politics of the Chinese Cultural Revolution de Hong Yung Lee (University of California Press, 1978) et Shanghai Journal, an Eyewitness Account of the Cultural Revolution de Neale Hunter (Frederick A. Praeger, Publishers, 1969),.
Selon le philosophe Jean-Claude Michéa, le choix de Leys de démystifier la « grande révolution culturelle prolétarienne » a pour origine, alors qu'il vivait à Hong-Kong en 1967, la découverte, sur le pas de sa porte, d'un journaliste chinois agonisant après « avoir été atrocement torturé par les nervis de Mao ». Par ailleurs, Pierre Ryckmans voit, tous les jours, « les cadavres des suppliciés de la Révolution Culturelle s’échouer sur les plages de la colonie, emmenés par milliers par le courant des fleuves se jetant dans la mer de Chine ». Toutefois, de ces mêmes cadavres décapités trouvés dans les eaux de Hong-Kong en 1968, le sinologue Jean Daubier dira qu'ils étaient le résultat non pas d'exécutions perpétrées par les autorités militaires comme le soutenait Leys mais d'exactions commises par des groupes de civils cantonnais divisés en factions antagonistes et qu'il était grave d'affirmer que ces exactions affectaient le pays tout entier.
Jean-François Revel a salué cette dénonciation de la révolution culturelle : « Simon Leys, au milieu de l'océan de bêtises et d'escroqueries intellectuelles qui baignait les côtes poissonneuses de la Maôlatrie intéressée de l'Occident, nous a un jour fait parvenir le message de la lucidité et de la moralité. Sa trilogie, Les Habits neufs du président Mao, Ombres chinoises, Images brisées, est bien l'“acquis à jamais” dont parle Thucydide. ».

### Attaché culturel à Pékin
A l’automne 1971, la république populaire de Chine entre aux Nations unies. La Belgique décide de rétablir des relations diplomatiques entre les deux pays. En 1972, Pierre Ryckmans est nommé attaché culturel, aux côtés de Jacques Groothaert (en) et Patrick Nothomb, à l'ambassade belge à Pékin, rouverte le 11 avril 1972. Pierre Ryckmans obtient sans problème son visa pour rentrer en Chine. Patrick Nothomb explique qu'avec ce visa, accordé sous son vrai nom et pas sous le pseudonyme de Simon Leys, les Chinois « s’étaient ménagé une porte de sortie car ils pouvaient se retrancher derrière cette différence de nom pour sauver la face. ». « Dès lors, la venue à Pékin de l’ennemi juré du maoïsme qu’était Simon Leys était pour eux une aubaine car elle ne pouvait qu’apporter de l’eau au moulin de leur lutte contre la Bande des Quatre ». Le premier ministre Zhou Enlai et ses soutiens continuaient de rendre hommage officiellement au Grand Timonier tout en s'attachant à effacer les conséquences de la révolution culturelle.
À son arrivée, Pierre Ryckmans est hébergé par les Nothomb, puis réside à l'hôtel, n'ayant pas encore de bureau. « Je passais mon temps dans les rues », nous dit-il. L'ambassadeur Jacques Groothaert évoque en termes élogieux sa collaboration avec lui : « Pour le diplomate que j’étais, curieux mais fort ignorant de la langue et de la culture chinoises, ce fut un privilège d’être initié et accompagné dans ma découverte par un collaborateur qui alliait l’érudition au sens de l’humour et la finesse d’observation à l’élégance de l’écriture ». Pendant ce séjour de six mois, Simon Leys indique avoir pu « accomplir sept voyages successifs dans les provinces » chinoises.
En mai 1972, dans un voyage organisé par l'ambassade, il se rend dans les provinces de Henan, de Shaanxi et de Shanxi, visitant dans cette dernière la brigade maoïste modèle de Dazhai. Il fait ensuite un voyage qui le conduit de Pékin à Canton. En octobre, il se rend, en compagnie de Patrick Nothomb, à Wuhan, Changsha et Shaoshan, ville où les deux voyageurs posent pour une photo devant la maison natale de Mao Zedong,.
Déçu par la « vie artificielle de la capitale maoïste » et considérant qu'il avait vu et fait tout ce qu'il était possible pour un étranger, il quitte la Chine au bout de six mois pour un poste d'enseignant qui lui est proposé à la section de chinois de l'université nationale australienne à Canberra en Australie,. De sa mission à l'ambassade de son pays, il tire la matière d'un nouveau livre, Ombres chinoises, qui paraît en 1974. Patrick Nothomb explique ce décalage de deux ans par la demande de Jacques Groothaert, afin de ne pas gêner le gouvernement belge. Ce deuxième ouvrage de ce qui sera une trilogie, fera connaître Simon Leys à un plus vaste public et notamment, par sa traduction en anglais (Chinese Shadows), aux États-Unis.

### Candidature à l'université française

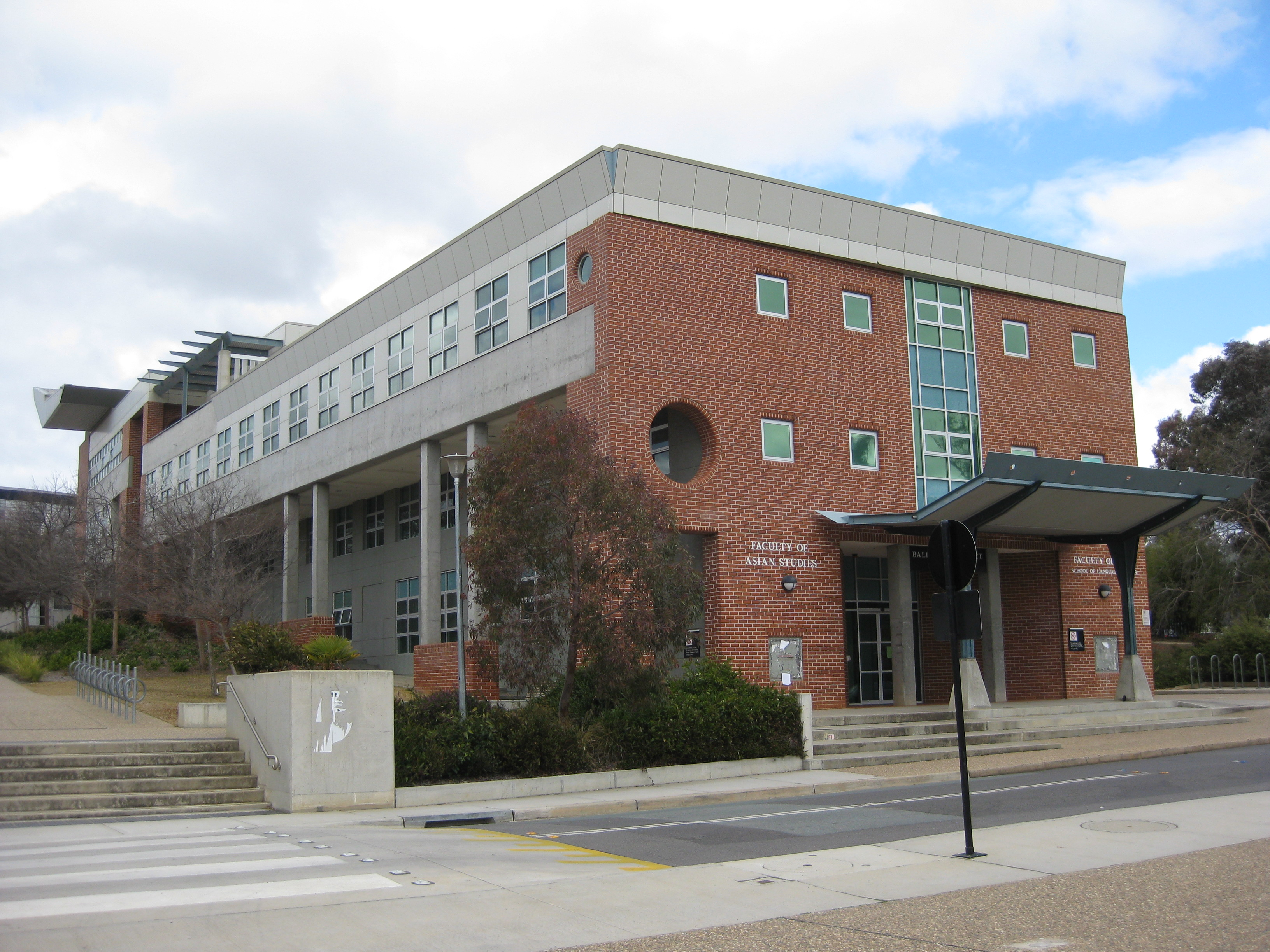
Faculté des études asiatiques de l'ANU.

En 1971, Jacques Gernet propose à Pierre Ryckmans de présenter sa candidature à un poste de maître de conférence à l'unité d'enseignement et de recherche des langues et civilisations de l'Asie de l'Est de l’université Paris 7. Jacques Gernet est encouragé par Paul Demiéville, du Collège de France, qui « avait lu avec intérêt la thèse sur ShiTao et le Su RenShan, ainsi que quelques autres publications érudites de Pierre – mais également les deux premiers chapitres des Habits neufs, qu’il avait savourés ». Pour René Viénet, quatre « cathos-maos » défenseurs du maoïsme se liguèrent, après la sortie de l'ouvrage, pour empêcher Leys d'accéder à l'université en France : « Jean Chesneaux (ex-secrétaire de la Paroisse étudiante), Yves Hervouet (un ancien apprenti jésuite), Jean-Luc Domenach (proche d’une revue chrétienne de grande diffusion, Esprit), Léon Vandermeersch (prosélyte de Lin Biao dans les pages de cette même revue, dont les articles sur la Chine étaient « à hennir de rire », pour reprendre une expression de Pierre) »,,.
Pierre Ryckmans sera tenu à distance de l'université française et ne sera accueilli par elle que de façon ponctuelle. Quant à son mentor, René Viénet, il sera exclu du CNRS. Évoquant cet épisode, Pierre Boncenne se demande « si, dans le petit monde de la sinologie française, le délit de lèse-maoïsme ne servait [...] pas aussi de prétexte pour éloigner un intrus trop brillant et préserver ainsi quelques plans de carrière ? ».

### Carrière à l'université australienne
Une autre occasion se présente toutefois à Pierre Ryckmans. Le professeur Liu Ts'un-yan, directeur du département d'études chinoises de l'université nationale australienne, vient à Hong-Kong pour le convaincre de venir en Australie enseigner pour trois ans. Jeune père de famille de quatre enfants, Ryckmans accepte le poste et s'installe à Canberra avec sa famille,.
Son poste devient permanent, et Pierre Ryckmans enseigne, dix-sept ans durant, la littérature chinoise à l'université nationale australienne (il y sera le directeur de thèse de l'homme politique australien Kevin Rudd).
Au début de cette période, en 1973, il a l'occasion de retourner une troisième et dernière fois en Chine en accompagnant une délégation de son université qui se rend dans divers instituts de recherche. Les autorités chinoises, qui savent qui il est, mais ne veulent pas qu'on sache qu'elles le savent, le laissent entrer.
En 1976, il publie Images brisées, le troisième essai de sa trilogie, après Ombres chinoises (1974) et Les Habits neufs du président Mao (1971), sur la révolution culturelle. Dans ce qui est comme son « testament politique », il « prend congé » (titre du dernier paragraphe) parce que, écrit-il, certains de ses amis s'irritent de sa « propension monomaniaque à dénoncer le maoïsme », et que cela le déprime de ressasser des choses tristes sur un pays auquel il est attaché.

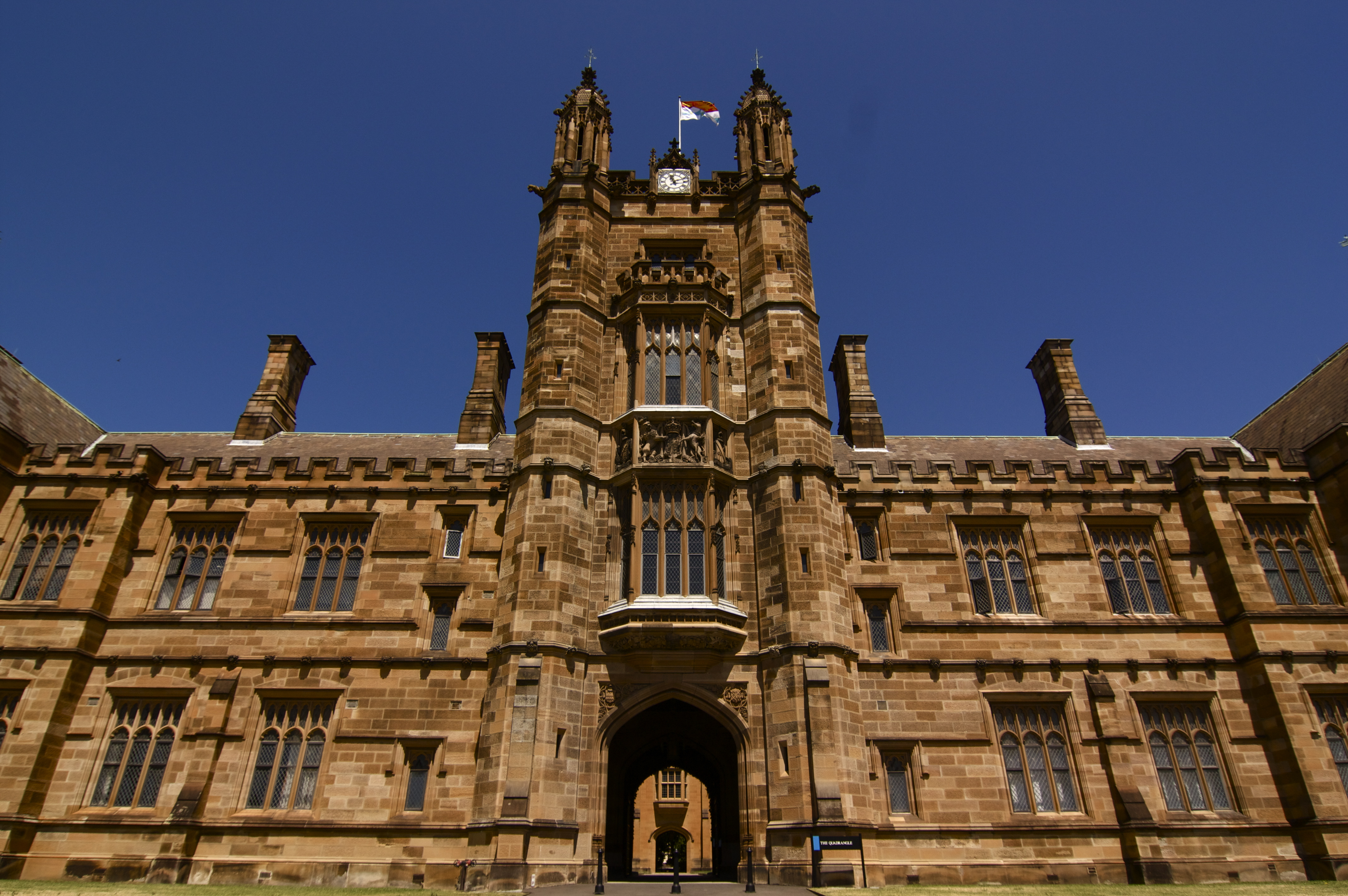
Quadrangle de l'université de Sydney.

De 1987 à 1993, il est directeur de la section des études chinoises à l'université de Sydney, date à laquelle il décide de prendre une retraite anticipée, ayant constaté que l'enseignement universitaire humaniste de ses débuts s'était mué en simple formation professionnelle hyperspécialisée, une orientation qu'il combattait car ne correspondant plus à l'idée qu'il se faisait de son métier, :
When a university yields to the utilitarian temptation, it betrays its vocation and sells its soul,
ou encore :
« L’université n’est pas une usine à fabriquer des diplômes, à la façon des usines à saucisses qui fabriquent des saucisses. C’est le lieu où une chance est donnée à des hommes de devenir qui ils sont vraiment ».
En 2005, dans un discours iconoclaste prononcé à l’Université catholique de Louvain à l'occasion de la remise d’un doctorat honoris causa, il devait dénoncer cette mercantilisation de l’université.

### L'affaire des jumeaux apatrides
En août 2007, les deux fils de l'écrivain, les jumeaux Marc et Louis Ryckmans (nés le 19 octobre 1967 à Hong Kong), se retrouvent apatrides à la suite d'une erreur administrative. En effet, faute d'avoir fait une déclaration conservatoire avant l'âge de 28 ans, ils sont déchus de leur nationalité belge par le consul de Belgique en Australie. Un an plus tard, malgré une demande en référé, l'affaire n'est pas encore jugée et les fils de Simon Leys sont toujours apatrides. Ce n'est que le 11 avril 2013 que la justice ordonnera à l'État belge de « délivrer, à leur première demande, des passeports belges » à Marc et Louis.
En 2010, Pierre Ryckmans prend aussi la nationalité australienne, la Belgique ayant accepté la double nationalité en 2007.

### Disparition et hommages
Atteint d'un cancer, Pierre Ryckmans passe les derniers mois de sa vie à Rushcutters Bay, dans la banlieue est de Sydney, et meurt le 11 août 2014, à l'âge de 78 ans, laissant derrière lui son épouse, Han-fang, et ses quatre enfants, Jeanne, Étienne, Marc et Louis.
En France, dans un communiqué lui rendant hommage en août 2014, la ministre de la culture Aurélie Filippetti indique que « son témoignage précurseur et clairvoyant sur la réalité du maoïsme avec Les Habits neufs du Président Mao lui valut d'être au cœur des affrontements idéologiques des années 1970 ».

### Hommages et distinctions
Simon Leys est fait commandeur de l'Ordre de Léopold par les autorités belges en 1983.
En 1990, il est élu membre de l'Académie royale de langue et de littérature françaises de Belgique ; il y occupe le fauteuil de Georges Simenon, un homme et un écrivain qu'il n'apprécie toutefois que modérément. Il en démissionne en 2013 pour protester contre la privation de la nationalité belge subie six ans durant par ses deux enfants à la suite d'une erreur administrative du consulat de Sydney. Amélie Nothomb est choisie en 2015 pour occuper le siège laissé vacant. Elle se dit « extrêmement honorée de succéder à Simon Leys », qu'elle a connu dans sa jeunesse alors que celui-ci travaillait à l'ambassade de Belgique à Pékin.
En 1996, Simon Leys est choisi comme orateur de la série de conférences Boyer (Boyer Lectures (en)), organisées en novembre et décembre de chaque année par la radio nationale australienne (Australian Broadcasting Corporation). Le sujet de ses interventions a pour titre Aspects of Culture. A View from the Bridge.
En 1999, il est fait commandeur de l'Ordre des Arts et des Lettres par les autorités françaises.
La journaliste Aude Lancelin, rendant hommage à l'œuvre de Simon Leys et à sa « clairvoyance à l’égard du maoïsme mondain », fait en 2012 l'éloge de la « merveilleuse faculté d’indifférence » qu'il a su conserver vis-à-vis du personnel intellectuel français qui le vénère aujourd'hui et dont les représentants sont « généralement du même métal que ceux qui le couvraient d’injures hier ».

## Œuvre
En 1971, sous le pseudonyme de Simon Leys, Pierre Ryckmans, publie aux éditions Champ libre un essai, Les Habits neufs du président Mao, dénonciation de la révolution culturelle chinoise. Cet essai est suivi de deux autres, Ombres chinoises (1974) et Images brisées (1976), qui forment avec lui une trilogie politique. Ces essais seront réédités en 1998, avec divers autres essais et articles à propos de certains traits de la culture et de l'art chinois traditionnels, en un seul volume sous le titre Essais sur la Chine.
En 1998, il publie L'Ange et le cachalot, compilation d'une série d'articles ou de préfaces sur la littérature, la Chine et le problème de la traduction, écrits entre 1990 et 1997 ; le titre renvoie à une citation de Gilbert Keith Chesterton : « Un homme qui tâche d'accorder des anges avec des cachalots doit avoir une vision assez sérieuse de l'univers ».
L'année 2005 voit la parution du recueil Les Idées des autres, idiosyncratiquement compilées pour l'amusement des lecteurs oisifs, compilation d'une foule de sentences, avis et apophtegmes puisés à diverses sources et classés selon des rubriques commodes puis, si nécessaire, traduits en français à partir non pas de la langue d'origine mais de celle de rencontre.
En 2012, paraît Le Studio de l'inutilité, recueil de divers essais sur l'écrivain britannique Evelyn Waugh, la personnalité de George Orwell, le prix Nobel chinois Liu Xiaobo, Roland Barthes à propos de son voyage en Chine en 1974, les universités, la calligraphie, le tabagisme, etc.
Simon Leys a publié des articles dans L’Express puis dans Le Point. Il collabore en outre au quotidien Le Monde et à l'hebdomadaire Le Figaro littéraire, ainsi qu'aux revues de langue anglaise The New York Review of Books, Quadrant et The Monthly. Il tient également une chronique, « Lettre des antipodes », dans Le Magazine littéraire.
Pour l'Encyclopædia Universalis, il a rédigé plusieurs notices sur les peintres chinois,.

### Sur la Chine de Mao

#### La critique de la révolution culturelle
Très factuel, le premier essai de Simon Leys, Les Habits neufs du président Mao, précède de près de trois ans — dans le monde de l'édition francophone — Révo. cul. dans la Chine pop. (1974), un autre rare témoignage de la même veine, reposant lui aussi sur la traduction de nombreux textes publiés à l'époque en Chine. Les Habits neufs du président Mao paraît quatre ans après la brochure Le Point d’explosion de l’idéologie en Chine, publiée en août 1967 par l’Internationale situationniste et rédigée par Guy Debord, figure de proue de cette organisation, et treize ans après l'article La Lutte des classes en Chine bureaucratique - Malaventure de Mme de Beauvoir et compagnie, publié par Pierre Souyri dans Socialisme ou Barbarie. À sa sortie, le livre n'est remarqué que par un public restreint.
Dans les années 1970, la publication des ouvrages de Simon Leys sur la Chine provoque l'hostilité des milieux maoïstes français, représentés notamment par la revue Tel Quel, et suscite des attaques dans des quotidiens comme Le Monde. Toutefois, Leys est soutenu immédiatement par des intellectuels comme Jean-François Revel et René Étiemble.

#### Controverse avec Michelle Loi
En 1975, Pierre Ryckmans vient de livrer sa traduction de La mauvaise herbe de Lu Xun, assortie d'une belle introduction où il épingle la sinologue Michelle Loi. Celle-ci lui réplique en publiant un livret intitulé Pour Luxun (Lou Sin). Réponse à Pierre Ryckmans (Simon Leys) (Lausanne, Alfred Eibel éditeur, 1975), dont le titre dévoile le nom réel de Simon Leys, au risque d'interdire à celui-ci de pouvoir retourner en Chine. Leys, qu'elle qualifie de « pédant réactionnaire », lui répond en 1976 dans une annexe de son livre Images brisées, court pamphlet intitulé L'oie et sa farce, où il reproche à Michelle Loi d'avoir révélé sa véritable identité. Dans un passage, il parle des dénonciateurs qui voudraient qu'il n'entre plus en Chine : « La seule idée qu'un individu comme Simon Leys puisse constamment souhaiter revoir la Chine, qu'il ait noué dans ce monde-là les liens les plus chers, ne leur paraît pas seulement incompréhensible, elle leur est proprement sacrilège. »

L'essentiel de la réponse de Leys consiste à contester l'autorité et la compétence de Michelle Loi, qu'il qualifie au passage de « pétulante chaisière de la chapelle maoïste parisienne ». Il s'emploie en effet à démontrer, en citant ce qu'il identifie comme des erreurs de sa part, que sa reconversion dans les études chinoises n'est pas couronnée de succès. À l'appui de cette critique, il cite L'Intelligence au pouvoir (Paris, Maspero, 1973) de Michelle Loi : 

« Dans cet ouvrage au titre prédestiné, les perles se ramassent par boisseaux : ainsi Qin Shihuang y est défini comme l'Empereur Jaune ! Que diriez-vous d'une spécialiste d'histoire italienne qui prendrait Mussolini pour Romulus ? L'écart chronologique est le même. »

La dénonciation de Michelle Loi comme la vigueur de la réponse de Leys témoignent de la violence des affrontements idéologiques au sein du monde intellectuel européen à l'époque du maoïsme. « Qui se souvient de Michelle Loi ? », interroge Philippe Paquet, de cette « prolixe brochurière » dont le Pour Luxun (Lou Sin). Réponse à Pierre Ryckmans est tombé dans l'oubli. Ce « canard » eut pour intérêt un des pamphlets les plus amusants de Leys, « L'oie et sa farce ».

#### Polémique avec Maria-Antonietta Macciocchi
Il faut attendre le 27 mai 1983 pour que Simon Leys trouve une audience plus large, à l'occasion de son passage à l'émission de la télévision française Apostrophes consacrée aux relations entre les intellectuels et le communisme, à laquelle Bernard Pivot avait également invité Maria-Antonietta Macciocchi, auteur du livre De la Chine. Après avoir laissé cette dernière parler avec lyrisme de l'homme nouveau qui apparaissait en Chine, Simon Leys (qui avait vécu six mois à Pékin en 1972) répondit en fournissant plusieurs données factuelles suggérant qu'elle n'avait pas vérifié ses sources avant d'écrire son livre, qu'il estime être « d'une stupidité totale », sinon une « escroquerie ». D'après une interview de Bernard Pivot, ce fut le seul cas où, à la suite d'un passage à Apostrophes, les prévisions de vente d'un livre furent révisées à la baisse.

### Engagement catholique

#### Son catholicisme
Pierre Ryckmans, qui était fervent catholique, n'était guère disert quant à sa foi. Au-dessus de son bureau, était accroché un portrait de saint Thomas More,,. Selon Peter Craven, il était adepte d'un catholicisme très traditionnel et conservateur qui le fit s'opposer au polémiste athée Christopher Hitchens, détracteur de la religieuse catholique mère Teresa. Dans le journal suisse Le Temps, Joëlle Kuntz parle du Ryckmans de 1971 comme d'un « curé défroqué ».
Pour Pierre Boncenne, tous les livres de Pierre Ryckmans, y compris les écrits polémiques sur la Chine, portent la trace du fait qu'il était catholique : « Son catholicisme est capital pour le comprendre », « Le sujet mériterait un livre à lui tout seul », déclare-t-il à un journaliste qui s'étonne qu'il passe vite sur le sujet dans Le parapluie de Simon Leys. Le sociologue Bernard De Backer estime que l'œuvre de Simon Leys est influencée par sa religion, en particulier au sujet de l’homosexualité de Roland Barthes ou d'André Gide, « mais aussi par sa sensibilité et son riche vocabulaire religieux pour décrire le culte de Mao, ses dévots, ses lieux saints et ses rites ». Pour Ian Buruma, si Leys avait des préjugés concernant la Chine, ils étaient façonnés par sa foi catholique et non pas par son érudition.
À la suite d'un discours du père dominicain Jean Cardonnel sur « la sainte alliance Jésus-Mao » (Pierre Boncenne) et d'un colloque tenu à Louvain sur « les implications théologiques du maoïsme », Leys fit parvenir à Jean-François Revel un dessin humoristique représentant le « dialogue constructif entre un ecclésiastique progressiste et un rhinocéros sur les implications théologiques de la rhinocérite ».
Élève des jésuites et des pères de l'université catholique de Louvain, Pierre Ryckmans/Simon Leys se prit d'admiration pour László Ladány, père jésuite d'origine hongroise, emprisonné sous Mao puis établi à Hong Kong, rédacteur, de 1953 à 1982, du bulletin China News Analysis, source incontournable pour les observateurs de la Chine communiste.

#### Son intérêt pour les auteurs catholiques
Pierre Ryckmans s'est intéressé à quelques auteurs qui avaient reçu une éducation chrétienne ou s'étaient convertis au christianisme. Il a ainsi écrit plusieurs essais sur Evelyn Waugh, écrivain britannique passé de l'agnosticisme à un catholicisme devenu de plus en plus présent dans son œuvre, essais réunis en 2012 dans le recueil Le Studio de l'inutilité. De même, le titre de son essai L'Ange et le cachalot renvoie à une citation de l'écrivain Gilbert Keith Chesterton, défenseur connu du christianisme. Enfin, il a traduit, en 2013, le livre Sur l'abolition de tous les partis politiques de Simone Weil, écrivain français d'origine juive qui se considérait comme mystique chrétienne et était reconnue comme telle,.
En Australie, Pierre Ryckmans était président du comité de rédaction de la revue Annals Australasia: Journal of Catholic Culture.

#### Polémique autour de mère Teresa
En 1995, le polémiste Christopher Hitchens publie The Missionary Position: Mother Teresa in Theory and Practice, attaque en règle contre mère Teresa, en qui il voit « a religious fundamentalist, a political operative, a primitive sermonizer and an accomplice of worldly secular power ». Réagissant à ces attaques, Simon Leys se déclare écœuré par le titre du livre : La Position du missionnaire. Lui-même catholique engagé, il note que ce qu’on reproche à la religieuse, c’est de « s’être efforcée d’être chrétienne, au sens le plus littéral du terme ». Il compare l'acceptation par mère Teresa de « l’hospitalité d’escrocs, de millionnaires et de criminels » aux rapports qu’entretenait le Christ avec des personnages peu recommandables. Il déclare qu’à l’article de la mort, il préférerait le réconfort prodigué par l’ordre de mère Teresa aux services d’une « assistante sociale moderne ». Il voit dans le baptême subreptice des mourants, « une marque généreuse de compassion et d’affection ». Enfin, il compare mère Teresa sous les critiques des journalistes au Christ sous les crachats.
Dans sa réponse à Leys, Hitchens fait remarquer qu'en avril 1996, mère Teresa avait accueilli favorablement le divorce de la princesse Diana alors qu'elle-même avait conseillé aux Irlandais de voter contre le droit aux mariage et remariage civils (Fifteenth Amendment of the Constitution of Ireland (en)) au référendum du 24 novembre 1995. La conviction de Hitchens que mère Teresa ne prêche pas la même chose aux riches qu'aux pauvres s'en trouve renforcée. Il fait part de ses doutes que le Christ ait jamais fait l'éloge de gens comme les Duvalier à Haïti ou accepté de l'argent « volé à de petits et modestes épargnants » par l'escroc Charles Humphrey Keating, Jr.. Enfin, il assimile Leys à ces chefs religieux qui « prétendent que toute critique est insultante, blasphématoire et diffamatoire par définition ».
Leys réplique en faisant valoir que le livre de Hitchens « renferme un nombre remarquable de bourdes sur des aspects élémentaires du christianisme » et accuse son contradicteur de faire preuve d'une « ignorance crasse de la position de l'Église catholique sur le mariage, le divorce et le remariage ». Le « dégoût intense et virulent  » de Hitchens pour mère Teresa lui rappelle l'indignation d'un client de restaurant « à qui l'on aurait servi des toasts au caviar et qui se plaindrait que la confiture eût un drôle de goût de poisson ». Pour Serge Larivée, Carole Sénéchal et Geneviève Chénard, Leys se contente de décrier le livre de Hitchens à coups d'arguments ad hominem.

#### Au seuil de la mort
Lecteur de Blaise Pascal, Pierre Ryckmans lisait dans les derniers temps la Prière pour demander à Dieu le bon usage des maladies : « Ô Dieu, qui laissez les pécheurs endurcis dans l'usage délicieux et criminel du monde! [...] je demande de n'être pas abandonné aux douleurs de la nature sans les consolations de votre Esprit ». À la fin de sa vie, à l'hôpital, il lisait la Bible. Évoquant, avec son fils Marc, un passage du Livre de la Genèse où l'Éternel « se repentit d'avoir fait l'homme sur la terre », il s'interrogeait « comment un Dieu omniscient peut-il se repentir de quelque chose d'inéluctable et IL le savait bien ? ». Pierre Ryckmans n'avait pas de réponse. Pour Pierre Boncenne, « Pierre Ryckmans a affronté la mort en grand chrétien ».

### Sur George Orwell

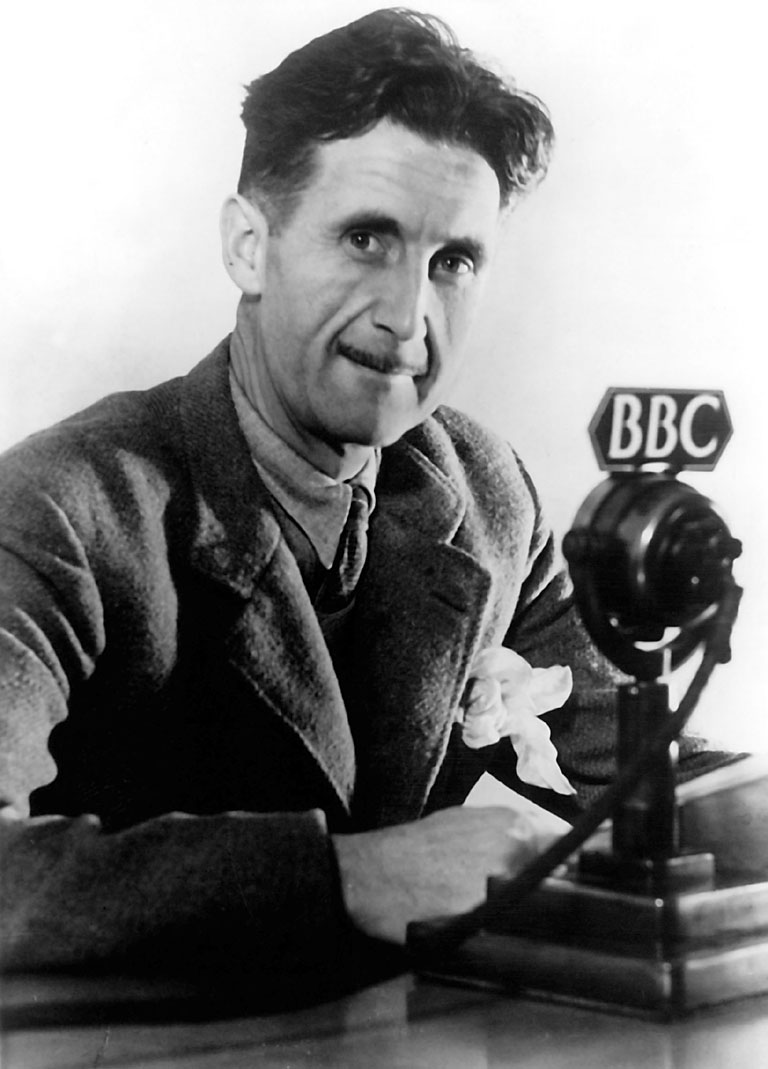
George Orwell à la BBC en 1940.

En 1984, Simon Leys publie un essai, Orwell ou l’horreur de la politique, pour saluer la « date orwellienne » de 1984 où George Orwell évoque Big Brother, une figure métaphorique du régime policier et totalitaire, de la société de la surveillance et la réduction des libertés. Puis en 2012, il consacre dans son ouvrage Le Studio de l'inutilité un nouveau chapitre à l'écrivain anglais.
Simon Leys y indique la similitude de leurs tempéraments : « même goût de la vérité, même habitude d’avoir raison contre l’intelligentsia, même désinvolture aussi ». George Orwell fut, comme Simon Leys, accusé, par ses détracteurs, d'être un agent de la CIA.
Le philosophe Jean-Claude Michéa considère Orwell ou l’horreur de la politique comme la meilleure analyse de l'œuvre de George Orwell, à l'exception toutefois de la biographie de Bernard Crick. Simon Leys y indique que la critique du totalitarisme soviétique par Orwell ne peut se comprendre qu'avec la mise en perspective de la critique du système capitaliste. Pour Leys, le socialisme d’Orwell s'appuie sur les « vertus morales et intellectuelles présumées des gens ordinaires » et non sur des « mythologies positivistes du sens de l’Histoire et de l’Homme nouveau ».
Pierre Mertens relève que Simon Leys voit s'incarner chez Orwell l'« utopique prémonition de l’être totalitaire » qu'il a constatée en Chine. Simon Leys apprécie cet écrivain qui indique « avoir horreur de la politique », et qui par la seule littérature décortique « les mécanismes de l’horlogerie idéologique ». Simon Leys, dans ses études sur George Orwell, considère comme « nécessaire [une] prise de parole politique au nom des valeurs non politiques » :

« C’est cette dimension humaine qui donne à l’œuvre d’Orwell une place à part dans la littérature politique de notre temps. Plus spécifiquement, ce qui fonde son originalité supérieure en tant qu’écrivain politique, c’est qu’il haïssait la politique. […] Si Orwell plaidait pour qu’on accorde la priorité au politique, c’était seulement afin de mieux protéger les valeurs non politiques. En un sens, quand il s’appliquait à planter des choux, à nourrir sa chèvre et à maladroitement bricoler de branlantes étagères, ce n’était pas simplement pour le plaisir, mais aussi pour le principe ; de même, quand, collaborant à un périodique de la gauche bien-pensante, il gaspillait de façon provocante un précieux espace qui aurait dû être tout entier consacré aux graves problèmes de la lutte des classes, en dissertant de pêche à la ligne ou des mœurs du crapaud ordinaire, il ne cédait pas à une recherche gratuite d’originalité – il voulait délibérément choquer ses lecteurs et leur rappeler que, dans l’ordre normal des priorités, il faudrait quand même que le frivole et l’éternel passent avant le politique. Si la politique doit mobiliser notre attention, c’est à la façon d’un chien enragé qui vous sautera à la gorge si vous cessez un instant de le tenir à l’œil. »

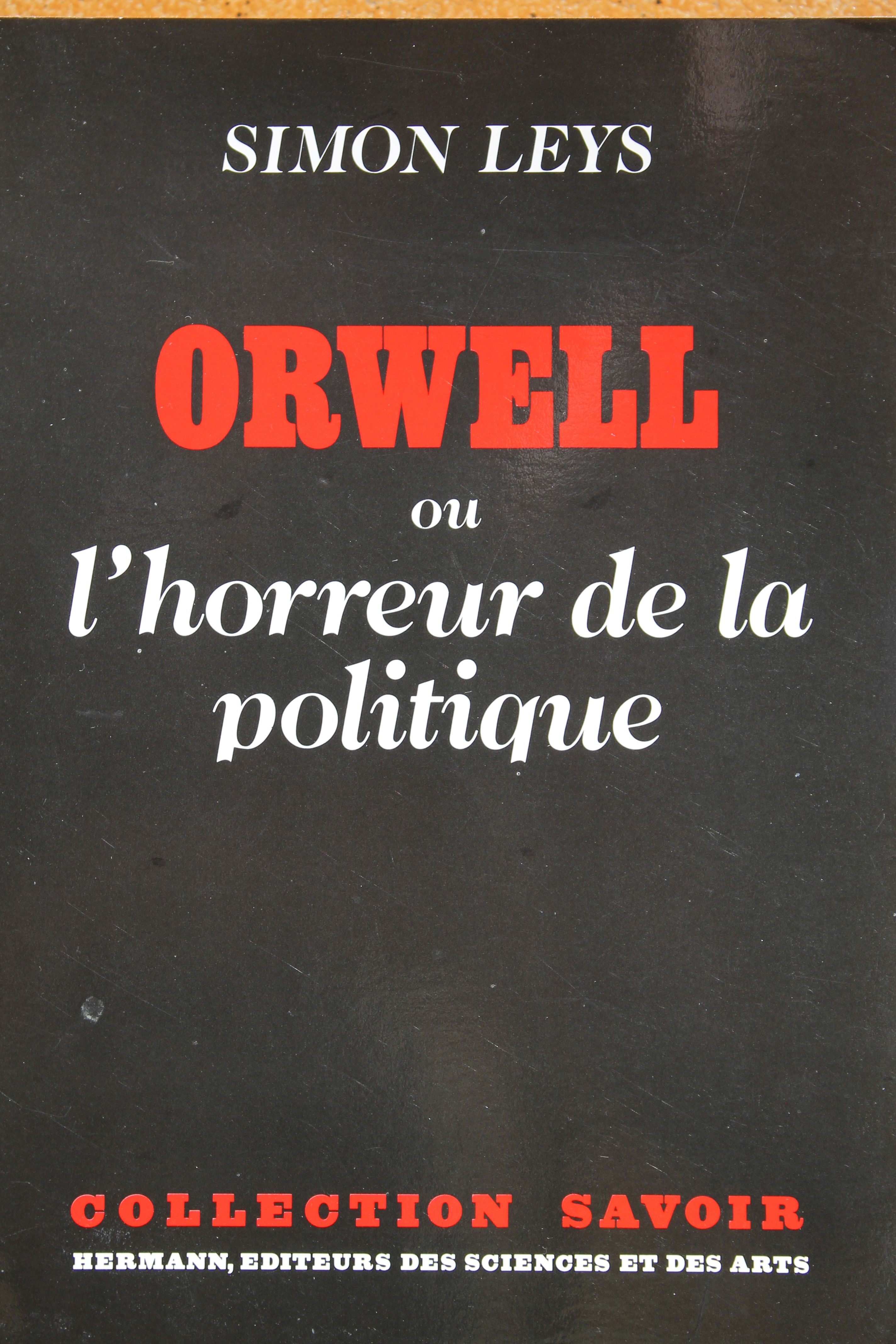
Première édition de George Orwell ou l'horreur de la politique.

Simon Leys s'interrogea à plusieurs reprises sur un parallèle possible entre George Orwell et Lu Xun. Les deux militants ont gardé « une honnêteté foncière et sans illusions ». George Orwell se situait « définitivement de gauche mais avec une vive méfiance pour son côté doctrinaire et partisan ». Lu Xun défendait la révolution mais pensait que sa victoire créerait une nouvelle autorité dont il fallait se défier.

### Sur Lu Xun

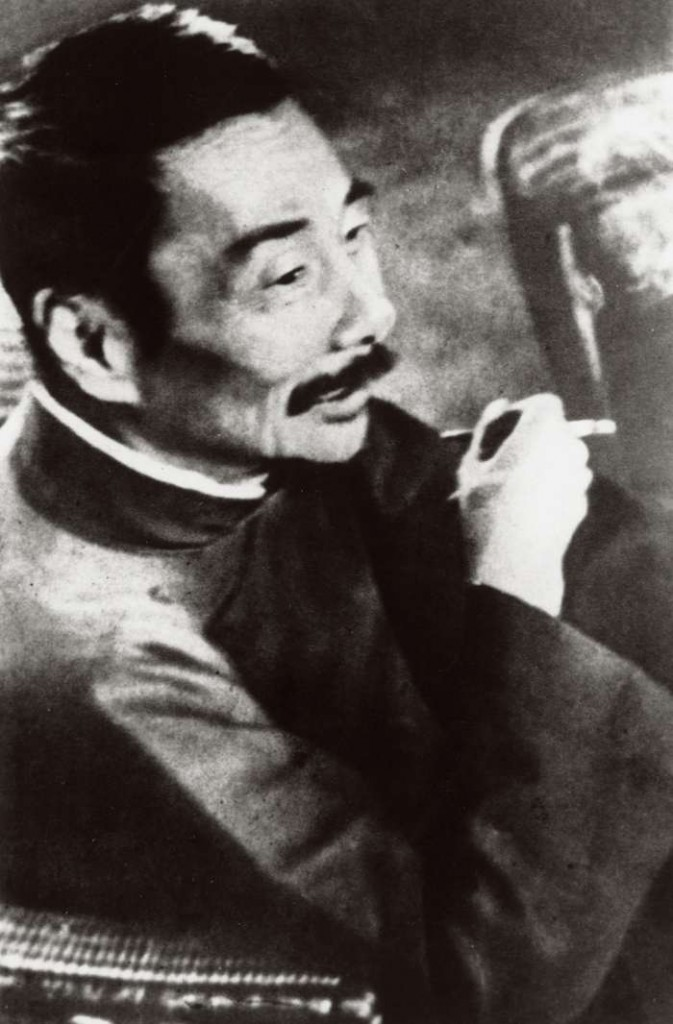
Lu Xun en 1936.

Sebastian Veg, chercheur du Centre d'études français sur la Chine contemporaine, considère que le travail « mené entre autres par Pierre Ryckmans (Simon Leys) dans le monde francophone », a permis « d’arracher Lu Xun à l’hagiographie communiste ». À l'occasion du centenaire de la naissance de Lu Xun, Simon Leys écrit : « La République populaire de Chine, dans le cadre des Quatre Modernisations, est évidemment impatiente d’égaler ces glorieux exemples de civilisation. C’est ainsi qu’au moment de déclencher une nouvelle purge dans les milieux intellectuels et littéraires, les autorités communistes ont jugé bon d’invoquer d’abord la mémoire d’un grand intellectuel et écrivain ; elles répriment ainsi la contestation au nom du plus courageux des contestataires ; elles écrasent la critique au nom du critique le plus audacieux de la Chine moderne ; elles persécutent l’hérésie au nom d’un hérétique irréductible ; elles prêchent le conformisme et exigent la soumission au nom de celui qui fut le rebelle par excellence. ».
Simon Leys a fait reproduire sur la couverture de son ouvrage Essais sur la Chine (collection Bouquins), un poème, rédigé en 1933, de Lu Xun : « M'étant mêlé d'écrire, j'ai été puni de mon impudence; / Rebelle aux modes, j'ai offensé la mentalité de mon époque. / Les calomnies accumulées peuvent bien avoir raison de ma carcasse; / Tout inutile qu'elle soit, ma voix n'en survivra pas moins dans ces pages ». Simon Leys considère à propos de Lu Xun : « Devant un état de choses inacceptables, il prend résolument le parti des victimes, mais il ne se fait aucune illusion sur les chances de réussite de la révolution, ni sur ses conséquences ». Un autre de ses poèmes s'inspire de la flamme gelée, métaphore de son existence, « le feu révolutionnaire qui vit en lui demeure emprisonné sous la glace de l'intelligence lucide ».

### Sur Confucius
Simon Leys a effectué une double traduction de Confucius, d'abord en français puis en anglais. Dans la présentation de sa traduction des Entretiens de Confucius en 1987, Simon Leys indique que « nul écrit n'a exercé une influence plus durable sur une plus grande partie de l'humanité ».

### Sur la mer

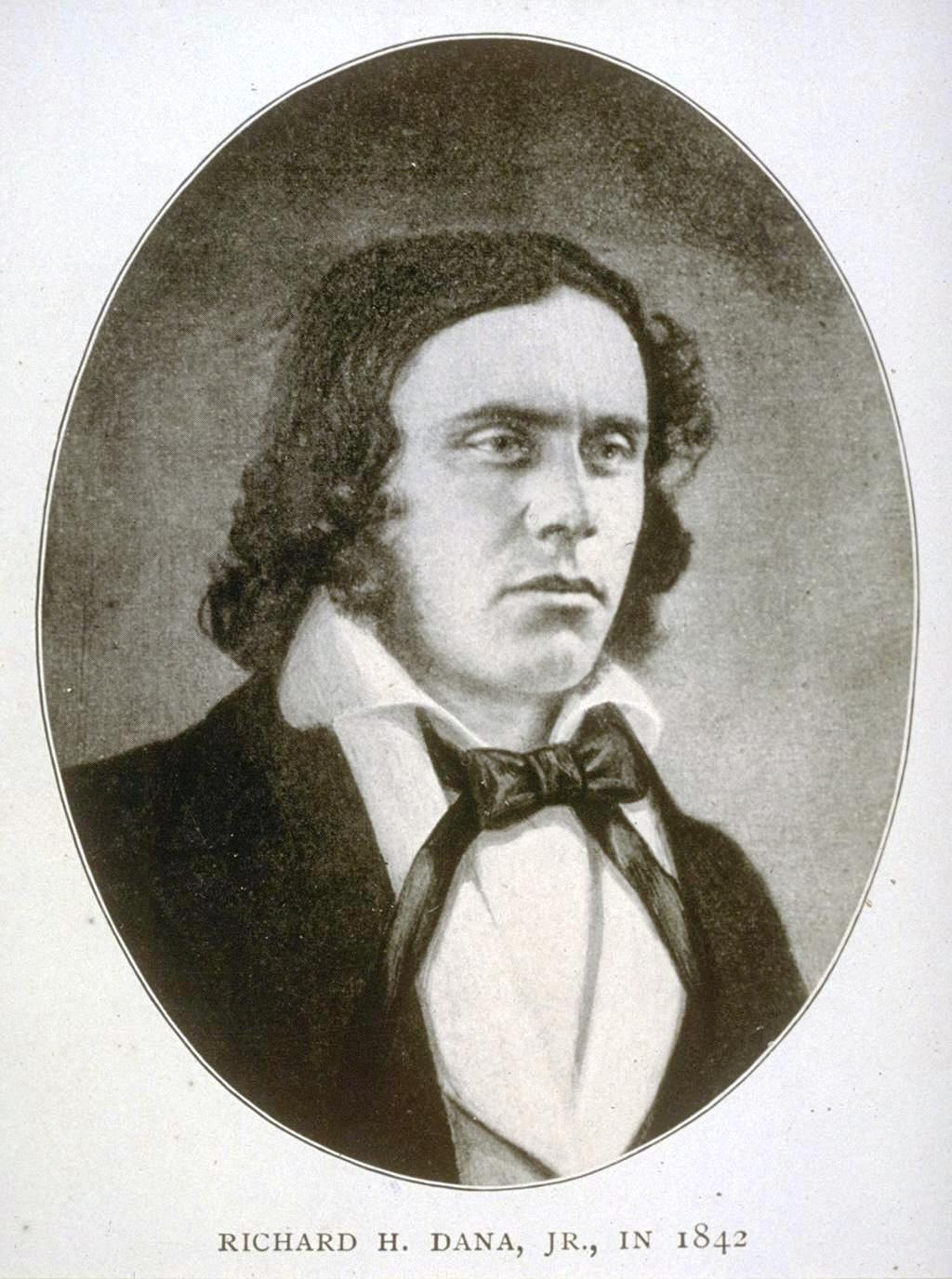
Richard Henry Dana, Jr. en 1842.

L'écrivain, qui consacre une grande part de son travail à traduire, préfacer, écrire des livres sur la mer et les gens de mer, fait partie des Écrivains de Marine, association fondée en 2003 par Jean-François Deniau et regroupant une vingtaine d’auteurs.
« La mer a inspiré les écrivains les plus divers — mais qu'en ont-ils dit ? L'idée d'explorer la littérature française d'un point de vue marin paraîtra sans doute excentrique et arbitraire ; en fait, cette perspective rafraîchissante nous permet de promener un regard neuf sur des monuments familiers, et elle peut aussi nous apporter de surprenantes révélations. En mettant le point final à une entreprise de quelque dix années, je n'ai plus qu'un souhait : puissent les lecteurs tirer de la fréquentation de mon singulier monstre marin ne fût-ce que la moitié du bonheur que j'ai trouvé à le confectionner ! », écrit Simon Leys à propos son ouvrage La Mer dans la littérature française : de François Rabelais à Pierre Loti,.
Simon Leys préface l'édition de 2011 (Éditions de la Table ronde) du livre de François-Édouard Raynal, Les Naufragés, ou Vingt mois sur un récif des Auckland, rappelant « que l'un des plus précieux cadeaux que l'on puisse se faire entre amis est de se signaler un bon livre ». Il éclaire ensuite le récit véridique et édifiant de F.-E. Raynal, un siècle et demi après Daniel Defoe, du naufrage de cinq marins (français, américain, norvégien, anglais, portugais) au milieu des tempêtes qui assaillent les Îles sub-antarctiques de Nouvelle-Zélande. Il commente la bonne entente, la foi, l'ingéniosité et l'organisation de cet équipage. Jules Verne s'est inspiré de ce récit, publié pour la première fois en 1866 dans Le Tour du monde en quatre-vingts jours), puis pour L'Île mystérieuse (1874).
Dans Les Naufragés du Batavia, l'écrivain de marine raconte le naufrage d'un navire marchand hollandais (indiaman) de la Compagnie néerlandaise des Indes orientales, en 1629, dans l'archipel corallien des Houtman Abrolhos, au large des côtes Ouest de l'Australie. À son bord, plus de 300 passagers, hommes, femmes, enfants et une riche cargaison. L'auteur s'interroge sur la folie meurtrière d'un des membres de l'équipage, Jeronimus Cornelisz, qui massacre et humilie les deux tiers des survivants. Il analyse la psychologie du criminel. Cet essai est suivi de Prosper, récit autobiographique, présentant une pêche au thon en 1958 sur un des derniers voiliers de pêche breton.

### Sur Liu Xiaobo
Liu Xiaobo, rédacteur de la charte 08 et prix Nobel de la paix, est un écrivain chinois en prison depuis 2009 jusqu'à sa mort en 2017, pour « incitation à la subversion du pouvoir de l’État ».
Simon Leys lui a consacré un texte, Anatomie d’une dictature post-totalitaire. La Chine d’aujourd’hui, publié dans Le Studio de l'inutilité en 2012. Simon Leys y analyse deux textes du dissident chinois : l'un en français La Philosophie du porc et autres essais, traduit par Jean-Philippe Béja et préfacé par Václav Havel, l'autre en anglais No Enemies, No Hatred, publié par Harvard University Press.
Simon Leys, comme Liu Xiaobo, estime que la situation où des grands pays développés, dont l'influence politique décroît et qui courtisent un régime chinois « post-totalitaire », constitue un obstacle au développement « global de la démocratie et du droit ». De même, les deux auteurs évoquent le « miracle » chinois qui ponctue les discours des « thuriféraires » de la société chinoise, or le « miracle » serait de s'affranchir des « dommages causés à l’économie, aux droits de l’homme, à la société toute entière ».
Simon Leys évoque une autre analyse de Liu Xiaobo à propos du parti communiste qui exercerait une censure sur les nouvelles technologies de l'information afin de préserver son image. Cette censure s'appliquerait aussi bien à l'histoire récente qu'à l'actualité. Ainsi, il existe une continuité avec la période maoïste, ce qui, selon certains observateurs, ne permet pas la « véritable modernisation du pays ». Pour Simon Leys « quelle sorte d’avenir peut-on bâtir sur l’ignorance obligatoire du passé récent ? ».

## Distinctions
- Prix Stanislas-Julien, décerné par l'Académie des inscriptions et belles-lettres, en 1971 pour La Vie et l'œuvre de Su Renshan, rebelle, peintre et fou[131].
- Prix Jean Walter, prix d’histoire et de sociologie, de l'Académie française en 1975 pour Les Habits neufs du président Mao[132].
- Prix quinquennal de l'essai en 1981 pour Ombres chinoises.
- Prix du meilleur roman étranger décerné par The Independant en Grande-Bretagne et prix Christina Stead du meilleur roman en Australie en 1992[22].
- Prix Renaudot (Essai) en 2001 pour Protée et autres essais.
- Grand prix de littérature Henri-Gal en 2001 pour Protée et autres essais et l'ensemble de son œuvre.
- Prix Guizot-Calvados en 2004 pour Les Naufragés du Batavia et l’ensemble de son œuvre[133], le prix lui est remis par le président du jury Jean-Claude Casanova[134].
- Prix du Centenaire du jury Femina en 2004[135], présidé par Claire Gallois. Le prix fut remis par le ministre de la culture Renaud Donnedieu de Vabres[136].
- Prix mondial Cino Del Duca en 2005 pour l'ensemble de son œuvre.
- Prix quinquennal de littérature en 2005 pour l'ensemble de son œuvre
- Docteur honoris causa de l'Université catholique de Louvain en 2005, et titulaire de la Chaire de poétique de cette même université la même année

En 2002, une comédie intitulée The Emperor's New Clothes est tirée de son seul roman publié à ce jour : La Mort de Napoléon. Ian Holm y tient le rôle-titre.

## Postérité
En 2008, un document du département « Philosophie, histoire et sciences de l'homme » de la Bibliothèque nationale de France proposa une sélection bibliographique sur la révolution culturelle. Si parmi les ouvrages retenus se pressaient les écrits de Maria-Antonietta Macciocchi, Jean Daubier, Alain Peyrefitte, K.S. Karol, Han Suyin ou Alberto Moravia, par contre aucun des titres de Simon Leys concernant cette période ne fut retenu, ni aucun titre de la « Bibliothèque asiatique » de René Viénet, ni l'anthologie de la presse des gardes-rouges, Révo. cul. dans la Chine pop.. Pierre Boncenne, qui s'en désole, note toutefois que « la réputation internationale de Leys n'a cessé de s'affirmer ».
L'historienne Perrine Simon-Nahum classe l’ouvrage La Dernière Révolution de Mao. Histoire de la Révolution culturelle 1966-1976 des universitaires Roderick Mac Farquhar et Michael Schoenhals paru en 2009, dans la continuité de ceux du sinologue Simon Leys, notamment  Les Habits neufs du président Mao.

## Œuvres complètes de Simon Leys

### Thèse de doctorat
- Pierre Ryckmans, Les « Propos sur la peinture » de Shitao, traduction et commentaire pour servir de contribution à l'étude terminologique et esthétique des théories chinoises de la peinture, Bruxelles, Institut belge des Hautes Études chinoises (coll. Mélanges chinois et bouddhiques, volume xv), 1970, 231 p.[139] ; réédition sous le titre Les Propos sur la peinture du Moine Citrouille-amère, Paris, Hermann, 1984 ; réédition, Paris, Plon, 2007.
- Publication de la thèse : Pierre Ryckmans, La Vie et l’œuvre de Su Renshan, rebelle, peintre, et fou, 1814-1849 ?, Paris - Hong-Kong, Centre de publication de l’UER Extrême-Orient – Asie du Sud-Est de l’université de Paris VII, deux volumes, 1970[140]

### Essais
- Les Habits neufs du président Mao : chronique de la « Révolution culturelle », préfacé par René Viénet, Paris, Champ libre, 1971, 314 p. (1er titre de la collection « Bibliothèque asiatique », dirigée par le sinologue situationniste René Viénet) ; éd. poche, Paris, Livre de Poche, 1989 
(en) The Chairman's New Clothes: Mao and the Cultural Revolution, New York, St. Martin's Press, 1978 (translated by Carol Appleyard and Patrick Google)
- Ombres chinoises, Paris, 10/18, 1974, 312 p.
(en) Ombres chinoises, New York, Viking Press, 1977
- Images brisées, Paris, Robert Laffont, 1976
(en) Broken Images: Essays on Chinese Culture and Politics, New York, St Martin's Press, 1980
- (en) Human rights in China, United Daily Newspaper, 1979, 67 p.
- Préface à L'Enquête sur la mort de Lin Biao de Yao Mingle, Paris, Robert Laffont, 1983
- La Forêt en feu : essais sur la culture et la politique chinoises, Paris, Hermann, 1983
(en) The Burning Forest: Essays on Chinese Culture and Politics, New York, Holt, Rinehart and Winston, 1985
- Orwell ou l'horreur de la politique, Paris, Hermann, 1984 ; Paris, Plon, 2006 ; rééd. Paris, Flammarion, coll. « Champs essais », 2014
- L'Humeur, l'Honneur, l'Horreur : essais sur la culture et la politique chinoises, Paris, Robert Laffont, 1991, 184 p.
- The view from the bridge, Sydney, ABC Books, 1997
- Essais sur la Chine, Paris, Robert Laffont, coll. « Bouquins », 1998 (recueil réunissant Les Habits neufs du Président Mao, Ombres chinoises, Introduction à Lu Xun, La Mauvaise Herbe, Images brisées, La Forêt en feu, L'Humeur, l'Honneur, l'Horreur, avec une préface de Jean-François Revel)
- L'Ange et le cachalot, Paris, Le Seuil, 1998 ; éd. poche, Paris, Le Seuil, coll. « Points-Essais » 2002
(en) The Angel and the Octopus: Collected Essays, 1983–1998, Sydney, Duffy and Snellgrove, 1999
- Protée et autres essais, Paris, Gallimard, 2001
- Les Naufragés du Batavia, suivi de Prosper, Paris, Arléa, 2003 ; éd. poche, Paris, Le Seuil, 2005, coll. « Points » 
(en) The Wreck of the Batavia: A True Story, Black Inc., 2005
- La Mer dans la littérature française : de François Rabelais à Pierre Loti : tome 1, De François Rabelais à Alexandre Dumas ; tome 2, De Victor Hugo à Pierre Loti, Paris, Plon, 2003
- Les Idées des autres, idiosyncratiquement compilées pour l'amusement des lecteurs oisifs, Paris, Plon, 2005 
(en) Other People's Thoughts – Idiosyncratically compiled by Simon Leys for the amusement of idle readers, Black Inc., 2007
- Le Bonheur des petits poissons. Lettres des Antipodes, Paris, Éditions Jean-Claude Lattès, 30 janvier 2008, 213 p. (ISBN 978-2-7096-2997-3)
- (en) With Stendhal, Melbourne, Black Inc., 2010
- Le Studio de l'inutilité : essais, Paris, Flammarion, 2012, 301 p. (ISBN 978-2-08-126995-8)[79]
(en) The Hall of Uselessness: Collected Essays, Collingwood, Victoria, Black Inc., 2011
- Quand vous viendrez me voir aux Antipodes. Lettres à Pierre Boncenne, Paris, Philippe Rey, 2015, 188 p. (ISBN 978-2-84876-448-1)

### Articles, comptes rendus et entretiens de Simon Leys
- (en) « Chinese Shadows », The New York Review of Books, no May 26,‎ 1977 (ISSN 0028-7504, lire en ligne, consulté le 18 août 2015)
- (en) « Chinese Shadows: Bureaucracy, Happiness, History », The New York Review of Books, no June 9,‎ 1977 (ISSN 0028-7504, lire en ligne, consulté le 18 août 2015)
- « Les Tribulations d'un Gascon en Chine, ou les perplexités du père Huc », Le Débat, no 3 juillet-août,‎ 1980, p. 152-187
- (en) « The Curse of the Man Who Could See the Little Fish at the Bottom of the Ocean », The New York Review of Books, no July 20,‎ 1989 (ISSN 0028-7504, lire en ligne, consulté le 18 août 2015)
- (en) « After the Massacres », The New York Review of Books, no October 12,‎ 1989 (ISSN 0028-7504, lire en ligne, consulté le 18 août 2015)
- (en) « The Art of Interpreting Nonexistent Inscriptions Written in Invisible Ink on a Blank Page », The New York Review of Books, no October 11,‎ 1990 (ISSN 0028-7504, lire en ligne, consulté le 18 août 2015)
- (en) Review of Laszlo Ladany, The Communist Party of China and Marxism, 1921-1985, The New York Review of Books, Oct. 11, 1990
- (en) « "Never Trust the Author" - Some Observations on the Experience of Fiction Writing », The Sydney Papers, vol. 4, no 4, Spring,‎ 1992 (ISSN 1035-7068)[141]
- (en) « One More Art », The New York Review of Books, no April 18,‎ 1996 (ISSN 0028-7504, lire en ligne, consulté le 18 août 2015)
- (en) « Chesterton – the poet who danced with a hundred legs », The Chesterton Review, Vol. 24, Issue 4, novembre 1998, p. 437-439
- « Victor Segalen, les tribulations d’un poète en Chine », Le Figaro littéraire, no 3 février,‎ 2005, p. 4-5
- « L'idée d'université », La Revue générale, no 12,‎ 2005, p. 33-35
- « Belgitude de Michaux », Magazine littéraire, no janvier,‎ 2007, p. 88-97
- (en) « Ravished by Oranges », The New York Review of Books, no December 20,‎ 2007 (ISSN 0028-7504, lire en ligne, consulté le 18 août 2015)
- (en) « The Chinese Attitude Towards the Past », China Heritage Quarterly, no 14, June,‎ 2008, p. 88-97 (ISSN 1833-8461)[142]
- (en) « The Educated man is not a Pot? An interview with Pierre Ryckmans (Simon Leys) », China Heritage Quarterly, no 20, December,‎ 2009, p. 88-97 (ISSN 1833-8461)
- (en) « The Intimate Orwell », The New York Review of Books, no May 26,‎ 2011 (ISSN 0028-7504, lire en ligne, consulté le 18 août 2015)
- (en) « He Told the Truth About China’s Tyranny », The New York Review of Books, no February 9,‎ 2012 (ISSN 0028-7504, lire en ligne, consulté le 18 août 2015) (compte rendu de Liu Xiaobo, No Enemies, No Hatred: Selected Essays and Poems, Belknap Press/Harvard University Press, 366 pp.)
- Emmanuel Hecht, « Simon Leys : "L'intellectuel français ne sait pas comment on ouvre un parapluie" », L'Express, no 6 avril,‎ 2012 (ISSN 0014-5270)

### Traductions

#### Traduction en français

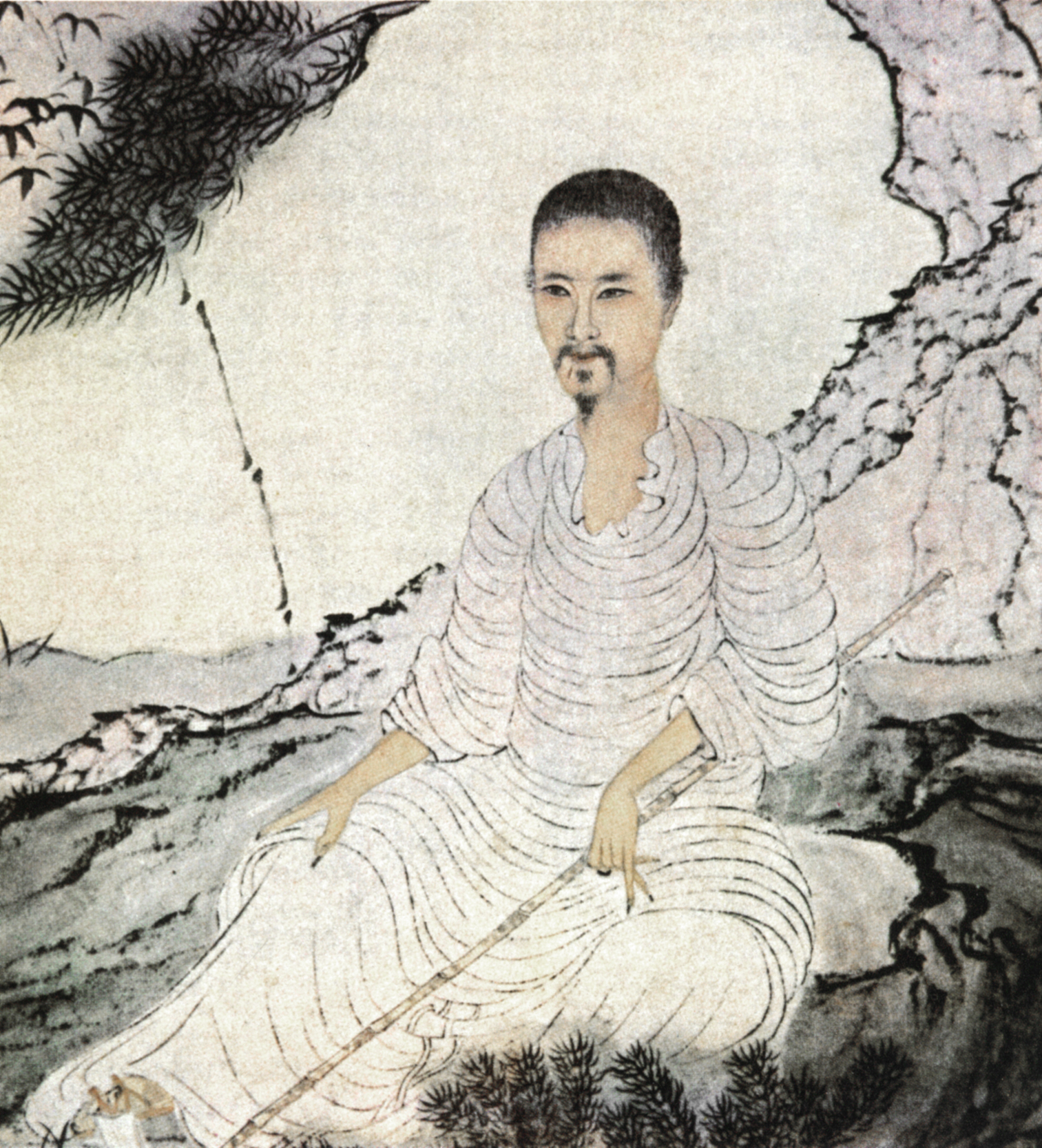
Autoportrait de Shitao (1674).

- Shen Fu, Six récits au fil inconstant des jours, Bruxelles, Éditions Larcier, 1966 (trad. et commentaires Pierre Ryckmans)[143]
- Shitao, Les Propos sur la peinture du moine Citrouille-amère, Bruxelles, Institut Belge des Hautes Études Chinoises, 1970 (trad. et commentaires Pierre Ryckmans)[144]
- Kouo Mo-jo, Autobiographie – Mes années d'enfance (trad. et commentaires Pierre Ryckmans), Gallimard, coll. « Connaissance de l'Orient », 1970
- Lu Xun, La Mauvaise Herbe, Paris, 10/18, 1975 (trad. et commentaires Pierre Ryckmans)
- Jao Tsong-Yi, Peintures monochromes de Dun-Huang (sous le nom de Pierre Ryckmans), École française d'Extrême-Orient, 1978
- Chen Ruoxi, Le Préfet Yin et autres histoires de la révolution culturelle, Denoël, 1980, 272 p.
- Les Entretiens de Confucius, Paris, Gallimard, 1987, 182 p. (ISBN 978-2-07-071790-3) (trad.  notes et commentaires par Pierre Ryckmans)

#### Traduction en anglais
- (en) The Analects of Confucius, New York/London, W. W. Norton & Co., 1998, 256 p. (ISBN 978-0-393-31699-5) (trad. et commentaires par Simon Leys)

#### Traduction en français
- Richard Henry Dana, Deux années sur le gaillard d'avant, Paris, Éditions Robert Laffont, 1990, 637 p. (ISBN 978-2-228-89581-1) (trad. et commentaires Pierre Ryckmans)[145]

#### Traduction en anglais
- (en) Simone Weil, On the Abolition of All Political Parties, Melbourne, Black Inc., 2013, 96 p. (ISBN 978-1-921870-90-3) (trad.  par Pierre Ryckmans de Note sur la suppression générale des partis politiques, (1940), Gallimard, 1989)  (ISBN 2-07-071715-1)

### Romans
- La Mort de Napoléon, Paris, Herrmann, 1986, 117 p. (ISBN 978-2-7056-6050-5)[146]
- (en) The Death of Napoleon, Paris, Macmillan, 1991, 144 p. (ISBN 978-0-312-42177-9)

### Discours
- « In Memoriam: Emeritus Professor Liu Ts'un-yan, AO, (1917-2009) », prononcé par Pierre Ryckmans, à Canberra, le 24 août 2009[147].
- « Réception de Simon Leys » : Discours de réception à la séance publique de l'Académie royale de langue et de littérature françaises de Belgique, prononcé par le récipiendaire, le 30 mai 1992[148]

### Anthologie
- La mer dans la littérature française, de François Rabelais à Pierre Loti (préf. Olivier Frébourg), Robert Laffont, coll. « Bouquins », 2018, 1408 p. (ISBN 9782221133613)

### Illustration
Pierre Ryckmans était aussi un caricaturiste reconnu par le cercle de ses amis. Son don pour le dessin lui permit d'être l'illustrateur d'un livre de sa fille.
- Jeanne Ryckmans, Les Deux Acrobates, Paris, Seuil, 1998, 25 p. (ISBN 978-2-02-033370-2)
- (en) Jeanne Ryckmans, The Two Acrobats, Duffy & Snellgrove, 1999, 32 p. (ISBN 1-875989-43-9)